# Grewia salicifolia
Grewia salicifolia é uma espécie de angiospérmica da família Tiliaceae.
Apenas pode ser encontrada no seguinte país: Seicheles.
Está ameaçada por perda de habitat.